# Nossa Senhora da Conceição (Fogo)

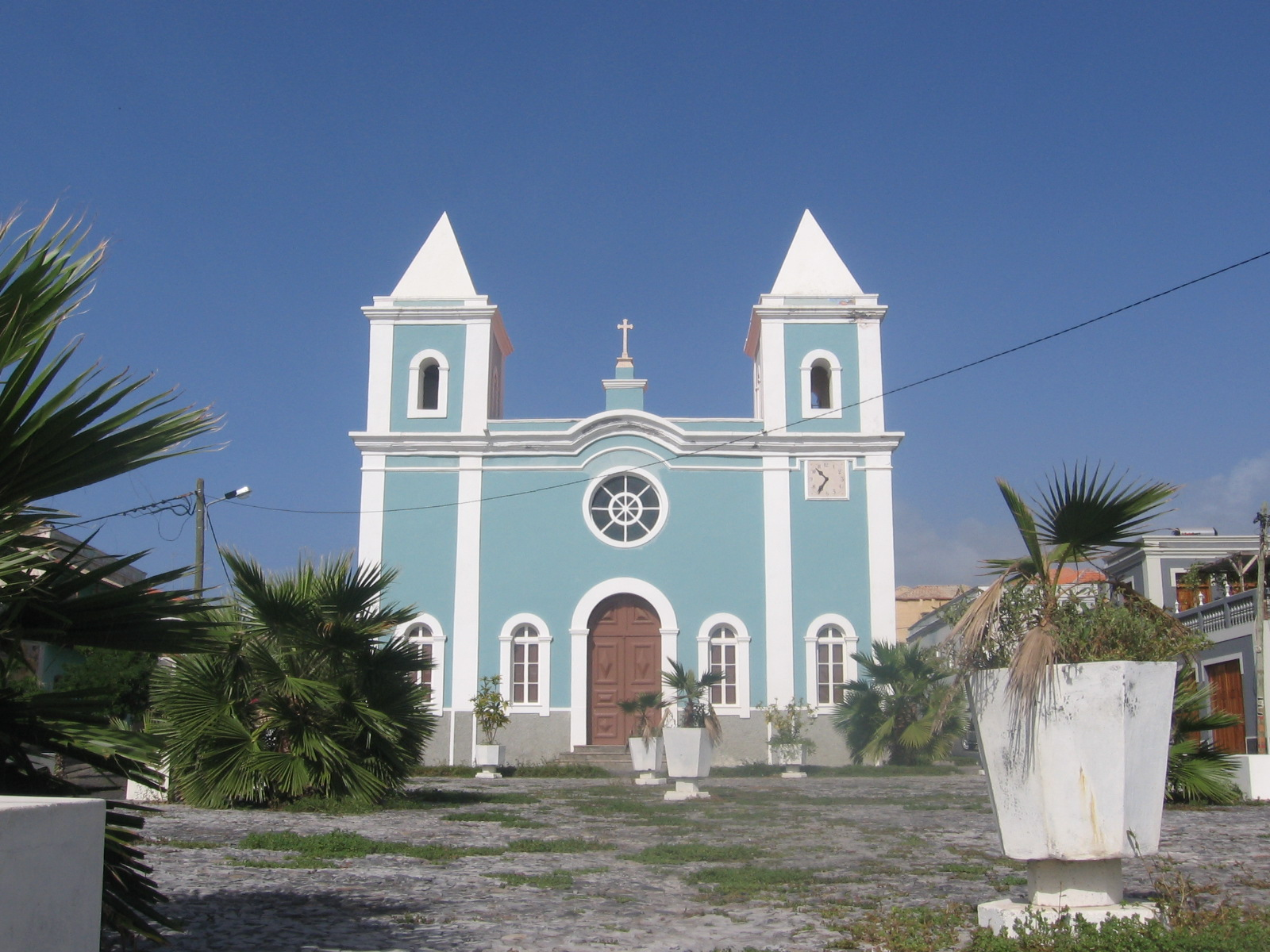
Igreja de Nossa Senhora da Conceição, em São Filipe.

Nossa Senhora da Conceição é uma freguesia de Cabo Verde. Pertence ao concelho de São Filipe e à ilha do Fogo. A sua área coincide com a Paróquia de Nossa Senhora da Conceição.

## Aldeias
| - Brandão (pop: 198) - Cabeça do Monte (pop: 282) - Curral Ochô (pop: 210) - Cutelo (pop: 126) - Forno (pop: 323) - Jardim (pop: 322) - Lacacã (pop: 153) - Lagariça (pop: 407) - Luzia Nunes (pop: 438) | - Miguel Gonçalves (pop: 119) - Monte Grande (pop: 743) - Monte Largo (pop: 274) - Patim (pop: 876) - Salto (pop: 116) - São Filipe (pop: 8,122) - Tongom (pop: 367) - Vicente Dias (pop: 242) |